# Neommatissus bakeri
Neommatissus bakeri är en insektsart som beskrevs av Frederick Arthur Godfrey Muir 1931. Neommatissus bakeri ingår i släktet Neommatissus och familjen Tropiduchidae. Inga underarter finns listade i Catalogue of Life.